# Live at Wembley Stadium
Live at Wembley Stadium es un DVD del grupo musical Foo Fighters filmado durante los dos conciertos llevados a cabo en el estadio de Wembley, en Londres, los días viernes 6 y sábado 7 de junio de 2008. El concierto fue puesto a la venta en DVD, e incluye una combinación de canciones de las dos noches, incluyendo las colaboraciones de los integrantes de Led Zeppelin, John Paul Jones y Jimmy Page, durante el segundo concierto.
Salió a la venta:
- El 22 de agosto de 2008 en Irlanda.
- El 25 de agosto de 2008 en Reino Unido.
- El 30 de agosto de 2008 en Australia.
- El 1 de septiembre en Nueva Zelanda.
- El 5 de septiembre en Alemania, Austria y Suiza.

El DVD fue certificado como disco de oro, con 7.500 ventas, en Australia en su tercera semana después del lanzamiento.

## Lista de canciones
1. «The Pretender» (Sábado)
2. «Times Like These» (Sábado)
3. «No Way Back» (Sábado)
4. «Cheer Up, Boys (Your Make Up Is Running)» (Sábado)
5. «Learn to Fly» (Sábado)
6. «Long Road to Tuin» (Sábado)
7. «Breakout» (Sábado)
8. «Stacked Actors» (Viernes)
9. «Skin and Bones»
10. «Marigold» (cover de Nirvana) (Sábado)
11. «My Hero» (Sábado)
12. «Cold Day in the Sun» (Sábado)
13. «Everlong» (Viernes)
14. «Monkey Wrench» (Viernes)
15. «All My Life» (Sábado)
16. «Rock and Roll» (Sábado)
17. «Ramble On» (Sábado)
18. «Best of You» (Sábado)

### No incluidas
Dos canciones no incluidas fueron interceptadas las dos noches. Son «This is a Call» y «Big Me». Hay además otras canciones que fueron interceptadas solo un día, pero tampoco están incluidas.
6 de junio: «But, Honestly», «D.O.A.», «Generator»
7 de junio: «Let It Die».

## Listas de éxitos
| Ranking (2008)               | Posición |
| ---------------------------- | -------- |
| Reino Unido Top 10 Music DVD | 1        |
| RIANZ Music DVD              | 1        |
| Australia Top 40 Music DVD   | 2        |

## Personal

### Miembros
- Dave Grohl: Voz principal, coros, guitarra rítmica y batería en «Rock and Roll».
- Chris Shiflett: Guitarra solista y coros.
- Nate Mendel: Bajo.
- Taylor Hawkins: Batería, coros, voz principal en «Rock and Roll» y en «Cold Day in the Sun».

Participantes
- Pat Smear: Guitarra rítmica y solista.
- Rami Jaffee: Piano, teclados y acordeón.
- Jessy Greene: Violonchelo, violín y coros.
- Drew Hester: Percusión.

### Invitados especiales
- John Paul Jones: Bajo en «Rock and Roll» y «Ramble On».
- Jimmy Page: Guitarra en «Rock and Roll» y «Ramble On».